# Gustav Siebeck
Gustav Erik Gottfried Siebeck (Eisleben, 4 de juliol de 1815 - Gera, 25 de maig de 1851) fou un compositor alemany. Tingué per mestres a A. G. Bach i A. B. Marx i fou professor de música del seminari de la seva ciutat natal i mestre de capella de la cort de Gera. Va compondre música per a orgue, cors per a veus d'home i cors religiosos a 4 veus.